# Precedens
Precedens (z łac. praecedens – poprzedzający) – wyrok sądowy mogący wpływać na treść orzeczeń wydawanych w sprawach późniejszych.

## De factoide iure
Precedensy zwykło się dzielić na:
- de facto – wpływające na treść przyszłych decyzji sądowych w sposób faktyczny, tj. można odnotować ich rzeczywiste oddziaływanie na sposób interpretacji i stosowania prawa w sprawach, które miały miejsce po rozstrzygnięciu sprawy precedensowej;
- de iure – oprócz faktycznego wpływu cechuje je ponadto przymiot prawnego związania; oznacza to, że sąd orzekający w sprawach późniejszych ma prawny obowiązek przestrzegania wyroków sądowych wydanych w sprawach poprzednich[1].

Obowiązek wynika z zasady stare decisis, zgodnie z którą sprawy raz już w pewien sposób rozstrzygnięte, nie powinny być rozstrzygane inaczej w przyszłości.
Występowanie precedensów de facto przypisuje się kontynentalnym systemom prawnym (civil law), natomiast precedensów de iure systemom prawnym common law, a więc przede wszystkim Wielkiej Brytanii i Stanom Zjednoczonym.

## Kultura anglosaska
W krajach kultury anglosaskiej (głównie Wielka Brytania i Stany Zjednoczone) precedensy stanowią nadal obok prawa ustawowego (statutowego) podstawowe źródło prawa. Dotyczy to w szczególności zarówno tradycyjnych gałęzi prawa cywilnego, jak prawo kontraktów i deliktów, jak i dziedzin prawa karnego. Ponadto mianem precedensów określane są również wyroki interpretujące postanowienia ustaw i innych aktów prawa stanowionego. Z tym jednak zastrzeżeniem, że o ile wyroki interpretujące ustawy są ściśle wiążące w sprawach późniejszych, o tyle sądowa interpretacja postanowień konstytucji (stanowych i federalnej) nie stanowi już dużej przeszkody do przyjęcia odmiennych rozwiązań w przyszłości.
Z reguły pod pojęciem anglosaskiego precedensu kryje się jego ratio decidendi, a więc reguła precedensu (tzw. rule-model precedensu). Możliwe są jednak inne alternatywne ujęcia jego istoty, jak choćby model z zasad, model rezultatu, model z analogii czy nawet bardziej rozbudowane teorie, jak teoria Ronalda Dworkina. Przy czym zwykło się przyjmować, że rule-model jest bardziej typowy dla Wielkiej Brytanii, a model z analogii dla Stanów Zjednoczonych.

## Polska
W polskim porządku prawnym oprócz zasad prawnych Sądu Najwyższego, uchwał Naczelnego Sądu Administracyjnego, oraz wyroków interpretacyjnych Trybunału Konstytucyjnego, może być mowa jedynie o precedensach de facto. Z tym jednak zastrzeżeniem, że używanie słowa precedens poza anglosaskim porządkiem prawnym jest zawsze narażone na możliwość spowodowania błędnego wrażenia co do tożsamości systemów common i civil law, które faktycznie różnią się znacznie bardziej niż tylko wiążącym lub niewiążącym charakterem zapadających w nich orzeczeń sądowych. Również nazwa prawa precedensowego dotyczy wyłącznie anglosaskiego porządku prawnego i nie może być używana w kontekście prawa civil law.

## Znaczenia potoczne
Nie należy mylić precedensu z wyrokiem sądowym w sprawie, dla której nie wydano jeszcze wcześniejszego orzeczenia; takie potoczne skojarzenia znaczeniowe wypaczają bowiem sens pojęcia precedensu prawnego. Precedensem w użyciu prawniczym jest taki wyrok, który może później w jakiś sposób wpływać na wykładnię i stosowanie prawa. Jest to niezależne od tego, czy przed nim wydano jakieś rozstrzygnięcie w danej kwestii prawnej, czy nie. Nie zmienia to faktu, iż w języku potocznym o wyroku wprowadzającym odmienne niż poprzednio rozwiązania, lub usuwającym poważne kontrowersje co do treści dotychczasowego prawa, mówi się nieraz, że ma charakter precedensowy lub po prostu, że jest precedensem.
W mowie potocznej bez nacechowania orzeczniczego precedens oznacza postępowanie (zdarzenie), które wydarzyło się pierwszy raz, dotyczy postępowania (zdarzenia) nietypowego, różniącego się znacząco od dotychczasowych doświadczeń bądź dotychczasowego postępowania.